# Rosalie Bonenfant
Pour les articles homonymes, voir Bonenfant.
Rosalie Bonenfant, née le 26 août 1996 à Montréal, est une actrice, animatrice, scénariste et autrice québécoise,. Elle est la fille de la comédienne et animatrice québécoise Mélanie Maynard.

## Biographie
Rosalie est originaire de Montréal, elle a reçu des petites formations de ballets jazz, de cirque, de théâtre et de chant. Elle a commencé sa carrière en jouant un petit rôle à la télé et un rôle dans un court-métrage. Par la suite entre 2009 et 2012 elle a reçu une formation plus sérieuse en théâtre au Carré Théâtre du Vieux Longueuil. Entre-temps elle obtient des petits rôles, des secondaires à la télé et un rôle pour une webtélé.
Ce n'est qu'en 2013 que Rosalie décroche son premier rôle celui de Sarah dans la série Les Parent à Radio-Canada, elle jouera Sarah jusqu'en 2016. Aussi elle joue le rôle d'Ariane pour le court métrage Les objets perdus. En 2014 elle participe à l'émission Partir autrement en famille à TV5 avec sa mère, son ex demi-sœur Camille à Marrakech au Maroc, et aussi elle prête main-forte à sa mère pour une de ses chroniques à Testé sur des humains à TVA. Plus tard dans l'année elle jouera Leyla Desjardins dans 30 vies à Radio-Canada.
En 2015 elle reprendra son rôle de Leyla pour l'émission de variétés Le Ti-Mé show toujours à Radio-Canada. Par la suite elle apparaît dans la publicité Défi Santé 5/30 2015. À l'automne 2015, elle aura un rôle secondaire dans la série Pour Sarah à TVA et un rôle secondaire, celui d'Alexandra, dans la série Jérémie à VRAK. Par la suite, entre 2015 et 2016, elle travaille comme autrice pour le magazine Urbania. Côté Web, Rosalie fait des apparitions de 2015 à 2016 sur des chaînes YouTube, pour des postcast des chaînes de Lysandre Nadeau,, de son amoureux de l’époque Miro Belzil,, et Mahdi Ba. Sur la chaîne de Mahdi Ba, c'est uniquement en 2015 qu'elle apparaît. Elle fait également une apparition dans le court-métrage Les maîtres-nageurs.
En septembre 2016, on la voit dans une publicité de Via Rail Canada. À la suite d'une invitation d'un bien cuit pour sa mère Mélanie Maynard en octobre 2016 à l'émission ÉNERGIE le matin à ÉNERGIE Montréal 94.3, on lui propose d'être collaboratrice à cette émission et elle se joint à l'équipe. Fin 2016 et début 2017, on la voit dans une publicité télé de Ford Canada. Pour finir 2016, elle participe au projet photo Des Gens Par Marï de la photographe Marie-Ève Lévesque, qui sera du vernissage de la photographe en mars 2017. Au début de 2017, Rosalie participe à deux postcast sur la chaîne YouTube d'Ariane Pilon,.
Elle se joint ensuite à l'équipe de collaborateurs du émission ALT à VRAK, une émission animée par Phil Roy et devient chroniqueuse de 2017 à 2019 pour le Sac de chips du quotidien Le Journal de Montréal. En juin 2017, elle fait un postcast pour le magazine Urbania sur la fête des pères. À l'été 2017, elle joint l'équipe de collaborateurs de l'émission Sucré salé et pour l'été 2017 elle devient co-animatrice à l'émission Le punch avec ses collègues de travail Sébastien Trudel et Marc-Antoine Audette à Énergie Montréal 94.3. On apprend sur la page Facebook de l'émission On est tous debout à Rouge FM qu'elle se joint à l'équipe comme collaboratrice à l'automne 2017, où elle collabora juste qu’au début de l’été 2019. En septembre 2017, la chaîne VRAK annonce les noms des nouvelles collaboratrices pour la saison 4 de l'émission Code F et Rosalie devient l'une d'entre elles à l'hiver 2018. Au début de 2018, Rosalie participe aux postcasts Les Entrevues Toutes Crues d’Urbania sur leur page Facebook et leur chaine YouTube qui mettent en vedette les collaboratrices de Code F.
En février 2018, elle annonce qu’elle sera co-scénariste, conceptrice pour la Webtélé Protectrice et d’ailleurs elle y sera aussi actrice. Le 28 février 2018, elle annonce sur sa page Facebook qu’elle écrit un recueil de ses chroniques qui sera publié au mois de septembre 2018. Le 23 mars 2018, avec ses amis et son amoureux de l’époque Miro Belzil, elle participe à l'hommage à sa mère Mélanie Maynard dans l’émission Prière de ne pas envoyer de fleurs à Radio-Canada. Le 24 avril 2018, on apprend qu’elle sera collaboratrice à l’émission Club Mel à l’automne 2018 à Canal Vie qui sera animé par Mélanie Maynard. À l’été 2018, elle refait des apparitions sur la chaine YouTube de son amoureux de l’époque Miro Belzil et une apparition sur la chaine Avec Simon sur YouTube. Le 10 juillet 2018, elle participe au projet photo avec la maquilleuse Marilyn Duval du jeune photographe Augustin Chapdelaine. À l’automne 2018, elle joue le rôle de Jessica Beaudoin dans la saison 2 de la série L'Académie sur la plateforme du Club Illico et à l’automne 2019 sur la chaîne Yoopa dans la section Yoo+. En Octobre 2018, elle anime l’événement À go, on lit! qui promeut le plaisir de lire. C’est le 14 novembre 2018 que Rosalie lance son premier livre La fois où j'ai écrit un livre au Salon du livre de Montréal.
Entre mars 2019 à l'année 2020, elle anime sur la plateforme d'ICI Tou.tv Extra l’émission C'est quoi l'trip?. Le 24 mai 2019, on apprend qu’elle et sa mère Mélanie Maynard seront ambassadrices de la campagne Oser le donner 2019 pour la Fondation du cancer du sein du Québec. En août 2019 elle apparaît dans deux vidéo clip du chanteur Miro Belzil soit En retard sur ma vie et Milles à la ronde. À l’automne 2019, elle devient collaboratrice à l'émission On va se le dire Radio-Canada une émission animée par Sébastien Diaz et produite par France Beaudoin et apparaît dans le podcast Sans Filtre Podcast sur YouTube. Aussi entre 2019 et 2021 elle collabore à  l’émission VLOG à TVA animée par Dominic Arpin.
À la fin de 2019 elle annonce qu’elle est maintenant chroniqueuse pour le magazine Elle Québec où elle publiera ses billets humeur et apparaît sur la chaîne YouTube de Gab Joncas. Mais aussi à la fin de 2019 elle obtient le rôle d’Inès pour le film Nuit renommé Inès  de la réalisatrice Renée Beaulieu qui sortira le 6 mai 2022. Au début de 2020 elle devient experte pour l’émission Conseils d'amis en duo avec sa mère Mélanie Maynard à Canal Vie. En mars 2020 apparaît dans le court-métrage 1805 A rue des Papillons de la réalisatrice Renée Beaulieu. Lors de la pandémie de Covid-19 en mars 2020 elle devient collaboratrice pour l’émission Les Suppléants à Télé-Québec. Le 26 août 2020 on apprend qu’elle animera avec Patrick Lagacé et Pierre-Yves Lord pour l’émission Deux hommes en or qui sera diffusé à l’hiver 2021 à Télé-Québec. Lors du 35e Gala des Prix Gémeaux 2020 elle remporte son premier Gémeaux comme Meilleure animation pour une émission ou série produite pour les médias numériques, jeunesse pour l’émission  C'est quoi l'trip?.
En septembre 2021 elle participe à la série de capsules Table rase de la campagne de campagne signée Desjardins, Bleublancrouge et Glassroom en collaboration avec Société Radio-Canada pour la plateforme ICI TOU.TV. En Novembre 2021 elle annonce sur sa page Facebook qu’elle sera de la distribution de la comédie musicale ou théâtre musical La Corriveau, par la suite la boîte de production théâtrale Théâtre de l'Oeil Ouvert annonce sur leur page Facebook que la comédie musicale ou théâtre musical La Corriveau sera sur les planches au théâtre du Centre Culturel Desjardins, au Théâtre Le Patriote et au théâtre du Le Carré 150 à  l'été 2022. En 2022 elle joue le petit rôle Marie-Miel St-Laurent-Lacasse dans la série Le bonheur à TVA. À l’été 2022 elle joue dans l’émission La face cachée du monde à TVA .

## Théâtre

### Pièce
- 2022 : La Corriveau

## Filmographie

### Télévision
- 2003 : Rire et délire : Corine
- 2009 : Le Club des doigts croisés: Claude Blanchard
- 2011 : Police scientifique : Victime 14 ans
- 2012 : Un tueur si proche : Petit rôle
- 2012 : Tactik : Magali
- 2013 : Légende urbaine : 3e rôle
- 2013-2016 : Les Parent : Sarah
- 2014 : Testé sur des humains : Une serveuse de chez St-Hubert
- 2014 : 30 vies : Leyla Desjardins
- 2015 : Le Ti-Mé show : Leyla
- 2015 : Pour Sarah : Jennifer
- 2015 : Jérémie : Alexandra
- 2019 : L'Académie : Jessica Beaudoin
- 2022 : Le bonheur : Marie-Miel St-Laurent-Lacasse
- 2022 : La face cachée du monde : Plusieurs rôles

### Animation
- 2017 : ALT : Collaboratrice
- 2017-… : Sucré salé : Collaboratrice
- 2018 : Code F : Collaboratrice
- 2018 : Club Mel : Collaboratrice
- 2019-… : On va se le dire : Collaboratrice
- 2019- 2021  :VLOG : Collaboratrice
- 2020 : Conseils d'amis : Experte
- 2020 : Les Suppléants : Collaboratrice
- 2021-… : Deux hommes en or : Animatrice

### Cinéma
- 2005 : Voleurs et volé : Stéphanie
- 2013 : Les objets perdus : Ariane
- 2015 : Les maitres-nageurs : Une sauveteuse
- 2020: 1805 A rue des Papillons : Audrey
- 2022 : Inès : Inès

### Webtélé
- 2010 : Un second lendemain : Vanna
- 2015-2016 : La chaine de Lysandre Nadeau : Elle-même
- 2015-2018 : La chaine de Miro Belzil : Elle-même
- 2015 : La chaine de Mahdi Ba : Elle-même
- 2017 : La chaine d'Ariane Pilon : Elle-même
- 2018 :Les Entrevues Toutes Crues : Elle-même
- 2018 :Protectrice: Caro
- 2018 : La chaine de Avec Simon : Elle-même
- 2018: L'Académie:Jessica Beaudoin
- 2019-2020 : C'est quoi l'trip? : Elle-même
- 2019: Sans Filtre Podcast: Elle même
- 2019 : La chaine de Gab Joncas : Elle-même
- 2021…: Table rase : Elle même

### Clips vidéos
- 2019: En retard sur ma vie
- 2019: Milles à la ronde

## Radio
- 2016-2017 : ÉNERGIE le matin à ÉNERGIE Montréal 94.3 : Collaboratrice
- 2017 : Le punch à ÉNERGIE Montréal 94.3 : Co-animatrice
- 2017 - 2019 : On est tous debout à Rouge FM : Collaboratrice